# Heptarthrius triangulum
Heptarthrius triangulum là một loài bọ cánh cứng trong họ Chrysomelidae. Loài này được Schoeller miêu tả khoa học năm 2004.